# Polyancistrus gerulus
Polyancistrus gerulus är en insektsart som beskrevs av Rehn, J.A.G. 1936. Polyancistrus gerulus ingår i släktet Polyancistrus och familjen vårtbitare. Inga underarter finns listade i Catalogue of Life.